# The Quantum Enigma
The Quantum Enigma — шестой студийный альбом нидерландской симфоник-метал-группы Epica. Был выпущен лейблом Nuclear Blast 2 мая 2014 года в Европе; на 5 и 6 мая запланирован релиз в Великобритании и США соответственно. Запись проходила в студии Sandlane Recording Facilities с октября 2013 по январь 2014 года. Продюсированием альбома занимался Йост ван ден Брук — бывший клавишник After Forever и Ayreon, также сотрудничавший с ReVamp и Stream of Passion. Для басиста Роба ван дер Ло, сменившего Ива Хутса, The Quantum Enigma стал первым студийным альбомом в составе Epica.
Первый сингл «The Essence of Silence» был выпущен 18 марта 2014 года. Второй сингл «Unchain Utopia» был выпущен 8 апреля 2014 года.
11 сентября 2020 года группа выпустила сборник The Quantum Enigma B-Sides, содержащий бонусные и акустические треки из различных изданий оригинального альбома.

## Работа над альбомом

### Запись
Летом 2013 года Epica приостановила концертную деятельность в связи с беременностью вокалистки Симоны Симонс. В это время, параллельно с завершением работ над DVD Retrospect, группа занялась подготовкой к записи шестого студийного альбома, запланировав его выпуск на весну 2014 года. Непосредственно запись началась с отладки ударных инструментов Арином ван Весенбеком и продюсером Йостом ван ден Бруком в октябре 2013 года в студии Sandlane Recording Facilities. Работа в студии продолжалась до января 2014 года. Всего было записано 18 композиций. Сведением альбома занимался Якоб Хансен.
Во время записи диска проходили съёмки документального фильма о работе над альбомом. Первую часть фильма Epica представила 1 марта 2014 года.

### Название и оформление
Название пластинки — The Quantum Enigma — Epica представила в начале февраля 2014 года. Ранее группа обозначала альбом как TQE.
Обложку для The Quantum Enigma создал Штефан Хайлеман, ранее работавший над оформлением предыдущего альбома Epica Requiem for the Indifferent. Группа представила её на своей официальной странице в Instagram 16 февраля 2014 года.

## Стиль
Лидер Epica Марк Янсен заявил, что The Quantum Enigma звучит современнее и при этом содержит всё, что характерно для Epica. Звук стал тяжелее, но сохранил притягательность. По словам Янсена, альбом представляет собой «смешение старых добрых дней с альбомом Design Your Universe», а также содержит новые элементы. В 2023 году журнал Metal Hammer включил The Quantum Enigma в свой топ-5 самых важных альбомов симфоник-метала.

## Тур
Тур в поддержку The Quantum Enigma начался с выступления Epica 30 апреля 2014 года в Тилбурге, Нидерланды.

## Издания
The Quantum Enigma представлен в пяти вариантах:
1. Сидибокс
2. Диджипак с двумя дисками
3. Earbook с тремя дисками
4. Двойной винил
5. Цифровой вариант

### Список композиций
| №                   | Название                                         | Длительность |
| ------------------- | ------------------------------------------------ | ------------ |
| 1.                  | «Originem»                                       | 2:11         |
| 2.                  | «The Second Stone»                               | 5:00         |
| 3.                  | «The Essence of Silence»                         | 4:47         |
| 4.                  | «Victims of Contingency»                         | 3:31         |
| 5.                  | «Sense Without Sanity» (The Impervious Code)     | 7:42         |
| 6.                  | «Unchain Utopia»                                 | 4:45         |
| 7.                  | «The Fifth Guardian» (Interlude)                 | 3:04         |
| 8.                  | «Chemical Insomnia»                              | 5:12         |
| 9.                  | «Reverence» (Living in the Heart)                | 5:02         |
| 10.                 | «Omen» (The Ghoulish Malady)                     | 5:28         |
| 11.                 | «Canvas of Life»                                 | 5:27         |
| 12.                 | «Natural Corruption»                             | 5:24         |
| 13.                 | «The Quantum Enigma» (Kingdom of Heaven part II) | 11:53        |
| Общая длительность: | Общая длительность:                              | 1:09:31      |

| №  | Название             | Длительность |
| -- | -------------------- | ------------ |
| 1. | «Canvas of Life»     | 4:51         |
| 2. | «In All Conscience»  | 4:16         |
| 3. | «Dreamscape»         | 4:13         |
| 4. | «Natural Corruption» | 4:48         |

| №   | Название                                         | Длительность |
| --- | ------------------------------------------------ | ------------ |
| 1.  | «Originem»                                       | 2:11         |
| 2.  | «The Second Stone»                               | 5:00         |
| 3.  | «The Essence of Silence»                         | 4:47         |
| 4.  | «Victims of Contingency»                         | 3:31         |
| 5.  | «Sense Without Sanity» (The Impervious Code)     | 7:42         |
| 6.  | «Unchain Utopia»                                 | 4:45         |
| 7.  | «The Fifth Guardian» (Interlude)                 | 3:04         |
| 8.  | «Chemical Insomnia»                              | 5:12         |
| 9.  | «Reverence» (Living in the Heart)                | 5:02         |
| 10. | «Omen» (The Ghoulish Malady)                     | 5:28         |
| 11. | «Canvas of Life»                                 | 5:27         |
| 12. | «Natural Corruption»                             | 5:24         |
| 13. | «The Quantum Enigma» (Kingdom of Heaven part II) | 11:53        |

| №  | Название                              | Длительность |
| -- | ------------------------------------- | ------------ |
| 1. | «In All Conscience» (диджипак)        | 5:05         |
| 2. | «Dreamscape» (earbook)                | 5:01         |
| 3. | «Memento» (винил)                     | 4:11         |
| 4. | «Banish Your Illusion» (iTunes)       | 6:11         |
| 5. | «Mirage of Verity» (японское издание) | 5:56         |

## Позиции в чартах
| Страна             | Высшая позиция | И.     |
| ------------------ | -------------- | ------ |
| Австрия            | 30             | [ 16 ] |
| Бельгия (Валлония) | 45             | [ 16 ] |
| Бельгия (Фландрия) | 33             | [ 16 ] |
| Германия           | 11             | [ 16 ] |
| Испания            | 62             | [ 16 ] |
| Нидерланды         | 4              | [ 16 ] |
| Финляндия          | 26             | [ 16 ] |
| Франция            | 47             | [ 16 ] |
| Швейцария          | 17             | [ 16 ] |

## Участники записи
Epica
- Симона Симонс (нидерл. Simone Simons) — ведущий вокал
- Марк Янсен (нидерл. Mark Jansen) — ритм-гитара, гроулинг, скриминг
- Исак Делахайе (нидерл. Isaac Delahaye) — лид-гитара
- Кун Янссен (нидерл. Coen Janssen) — синтезатор, фортепиано
- Роб ван дер Ло (нидерл. Rob van der Loo) — бас
- Арин Ван Весенбек (нидерл. Ariën van Weesenbeek) — ударные, гроулинг

Бэк-вокал
- Марсела Бовио (Stream of Passion) — основной бэк
- Daniël de Jongh (Textures) — дополнительный мужской голос (13)

Камерный хор PA’dam (Chamber Choir PA’dam, рус. «камерный хор города Амстердама»)
- Дирижёр — Maria van Nieukerken
- Сопрано — Alfrun Schmid, Frederique Klooster, Martha Bosch, Silvia da Silva Martinho, Annemieke Nuijten
- Альт — Astrid Krause, Annette Stallinga, Annette Vermeulen, Karen Langendonk
- Тенор — Daan Verlaan, Koert Braches, Ruben de Grauw
- Бас — Andreas Goetze, Angus van Grevenbroek, Jan Douwes

Симфонический оркестр (струнная секция)
- 1-е скрипки — Ben Mathot, Marleen Wester, Ian de Jong, Emma van der Schalie, Merel Jonker
- 2-е скрипки — Judith van Driel, Floortje Beljon, Loes Dooren, Vera van der Bie
- Альт — Mark Mulder, Adriaan Breunis, Amber Hendriks
- Виолончель — David Faber, Annie Tangberg, Jan Willem Troost, Thomas van Geelen

Технический персонал и оформление
- Йост ван ден Брук (нидерл. Joost van den Broek) — продюсер
- Якоб Хансен (дат. Jacob Hansen) — сведение
- Штефан Хайлеман (нем. Stephan Heilemann) — обложка
- Гьялт Лукассен (нидерл. Gjalt Lucassen) — латинские тексты